# Happy Game
Happy Game je česká videohra z roku 2021. Stojí za ní české studio Amanita Design. Jedná se o hororovou adventuru. Hra získala ocenění Česká hra roku 2021 za audiovizuální zpracování.

## Hratelnost
Happy Game je point-and-click adventura ve stylu předchozích her studia. Má však podstatně temnější, hororovější atmosféru. Hráč ovládá chlapce, který se potřebuje dostat přes tři různé světy a cestou musí řešit různé logické hádanky. Cestou pak hráč potká různá monstra, jež ho mohou zabít. Jsou zde i pasáže, kdy hráč musí být rychlý, aby přežil.